# مانوئلا کاروسی
مانوئلا کاروسی (به انگلیسی: Manuela Carosi) (زادهٔ ۱۳ ژوئن ۱۹۶۵) شناگر اهل ایتالیا است.